# Proboscidactyla stellata
Proboscidactyla stellata is een hydroïdpoliep uit de familie Proboscidactylidae. De poliep komt uit het geslacht Proboscidactyla. Proboscidactyla stellata werd in 1846 voor het eerst wetenschappelijk beschreven door Forbes. 